# Ousmane Camara (Judoka)
Ousmane Camara (* 28. Oktober 1963) ist ein ehemaliger malischer Judoka.

## Sport
Camara trat bei den Olympischen Sommerspielen 1988 in Seoul im Leichtgewicht an, wo er auf Rang neun kam. Er besiegte in der ersten Runde Marc Alexandre aus Frankreich und schied in der zweiten Runde gegen Bertalan Hajtós aus Ungarn aus.